# Gaetano Cenni
Gaetano Cenni (né le 1er mai 1698 à Spignana (it), frazione de San Marcello Piteglio, dans l'actuelle province de Pistoia, alors dans le grand-duché de Toscane et mort en 1762 à Rome, dans les États pontificaux) est un historien italien du XVIIIe siècle.

## Biographie
Prêtre bénéficier de l’église du Vatican, Gaetano Cenni a été, au XVIIIe siècle, un des plus savants écrivains sur la diplomatique. Ses ouvrages les plus estimés sont :

## Œuvres
- De Antiquitate Ecclesiæ Hispanæ Dissertationes, Rome, 1740-41, 2 vol. in-4°. L’auteur se propose de faire voir l’état et la discipline de l’Église d’Espagne depuis son établissement jusqu’au VIIIe siècle. Les dissertations sont précédées du code des anciens canons de cette Église, tiré de la collection des conciles et des décrétâtes faite par saint Isidore de Séville. Cenni avait dit que l’ordre de Saint-Benoît ne datait, en ce royaume, que depuis le IXe siècle. Pour venger son ordre qu’il croyait attaqué, le P. Scarmagli, abbé du Mont-Cassin, répondit par un écrit intitulé : Vindiciæ antiquitatum monasticarum Hispaniæ adversus Cajetanum Cennium, Arezzo, 1755.
- Monumenta dominationis pontificiæ, sive codex Carolinus, et codex Rudolphinus, chronologia, dissertationibus et notis illustrata, Rome, 1760, 2 vol. in-4°.